# Phạm Thị Trà My
Phạm Thị Trà My (Phạm Trà My, Trà My), sinh năm 1973, là nghệ sĩ đàn tranh, được tặng danh hiệu Nghệ sĩ nhân dân năm 2024. Hiện chị là Tiến sĩ đàn Tranh, Trưởng bộ môn đàn Tranh tại Khoa Âm nhạc Truyền thống - Học viện Âm nhạc Quốc gia Việt Nam.

## Tiểu sử và sự nghiệp
Mặc dù bố mẹ không có ai theo con đường nghệ thuật, nhưng từ khi còn rất nhỏ, cô gái Phạm Trà My đã bị cuốn hút bởi cây đàn Tranh khi xem TV. Vì sở thích đó mà bố mẹ đã cho con gái theo học chuyên nghiệp tại Nhạc viện Hà Nội (nay là Học viện Âm nhạc Quốc gia Việt Nam). Trải qua các lớp học từ sơ cấp, trung cấp cho đến đại học, Phạm Trà My tốt nghiệp hệ cử nhân bộ môn đàn Tranh, khoa Âm nhạc truyền thống vào năm 1994,  và sau đó được giữ lại làm giảng viên. Từ đó, chị tiếp tục theo đuổi con đường giảng dạy, biểu diễn.
Trong suốt hơn 40 năm làm nghệ thuật, chị đã giành được nhiều huy chương cũng như giải thưởng tại các kỳ hội diễn, chương trình liên hoan âm nhạc trong nước và quốc tế như: Huy chương Bạc tiết mục độc tấu đàn Tranh tại Hội diễn Ca Múa Nhạc dân tộc toàn quốc (1992); Giải thưởng đặc biệt cho âm nhạc hay nhất tại Liên hoan âm nhạc Quốc tế tại Ý và Giải thưởng Âm nhạc hay nhất tại Liên hoan âm nhạc quốc tế tại Confolens Pháp (1999); Giải Nhất của Hội Nhạc sĩ Việt Nam (dành cho chương trình biểu diễn hay nhất của năm 2011); Huy chương vàng độc tấu toàn quốc 2017 (với tác phẩm "Bến Đợi" của nhạc sĩ, NSND Huỳnh Tú).
Chị cũng được mời đi biểu diễn nhiều chương trình lớn ở Việt Nam và lưu diễn nhiều nơi trên thế giới như: Pháp, Bỉ, Thụy Điển, Thụy Sĩ, Phần Lan, Hà Lan, Mỹ, Ý, Nga, Đan Mạch, Nhật Bản, Hàn Quốc, Đài Loan, Trung Quốc, Thái Lan... Trong đó, có thể kể đến việc tham dự các liên hoan đàn Tranh châu Á: tại Kimhea Hàn Quốc (năm 2006), tại Việt Nam (năm 2008); tại Đài Loan - Trung Quốc (năm 2010).
Ngoài ra, Phạm Trà My còn tham gia dàn dựng và đạo diễn nhiều chương trình nghệ thuật biểu diễn phục vụ cho các hoạt động văn hóa và chính trị.
Phạm Trà My đã được Nhà nước tặng danh hiệu Nghệ sĩ ưu tú vào năm 2012 và danh hiệu Nghệ sĩ nhân dân vào năm 2024.
Năm 2023,  chị bảo vệ thành công Luận án Tiến sĩ và trở thành tiến sĩ âm nhạc học đàn tranh đầu tiên của Việt Nam.

## Tác phẩm chính
- "Cầm khúc" (CD độc tấu đàn Tranh)

## Vinh danh
- Nghệ sĩ ưu tú (2012)
- Nghệ sĩ nhân dân (2024)
- Chuyên mục Văn học Nghệ thuật của VTV tháng 7 năm 2024 có phóng sự TS.NSND. Phạm Trà My - thanh âm nhiệm màu.[4]

### Giải thưởng âm nhạc
- Huy chương Bạc tại Hội diễn Ca Múa Nhạc dân tộc toàn quốc (1992)
- Giải thưởng đặc biệt cho âm nhạc hay nhất tại Liên hoan âm nhạc Quốc tế tại Ý (1999)
- Giải thưởng Âm nhạc hay nhất tại Liên hoan âm nhạc quốc tế tại Confolens Pháp (1999)
- Giải Nhất của Hội Nhạc sĩ Việt Nam dành cho chương trình biểu diễn hay nhất của năm (2011)
- Huy chương vàng độc tấu toàn quốc (2017)